# Inoceramidae
Famille
Les Inoceramidae (inocéramidés en français) sont une famille éteinte de mollusques bivalves marins de la sous-classe des Pteriomorphia, qui vivaient au Crétacé.

## Taxinomie
Le nombre des espèces valides dans cette famille ne fait pas encore l'objet de consensus, de même que la taxinomie, avec les genres, tels que Platyceramus parfois classé comme sous-genre d'Inoceramus.

## Liste des genres
Selon World Register of Marine Species (14 décembre 2018) :
- genre Acroceramus Heinz, 1932 †
- genre Aristoceramus Heinz, 1932 †
- genre Astatoceramus Heinz, 1932 †
- genre Aulacoceramus Heinz, 1932 †
- genre Bathmoceramus Heinz, 1932 †
- genre Beloceramus Heinz, 1932 †
- genre Boehmiceramus Heinz, 1932 †
- genre Callistoceramus Heinz, 1932 †
- genre Camptoceramus Heinz, 1932 †
- genre Cataceramus Cox, 1969 †
- genre Cephaloceramus Heinz, 1932 †
- genre Cinclidoceramus Heinz, 1932 †
- genre Citharoceramus Heinz, 1932 †
- genre Cladoceramus Heinz, 1932 †
- genre Cordiceramus Heinz, 1932 †
- genre Cordiceramus Seitz, 1961 †
- genre Cosmioceramus Heinz, 1932 †
- genre Cremnoceramus Cox, 1969 †
- genre Cremnoceramus Heinz, 1932 †
- genre Cricoceramus Heinz, 1932 †
- genre Cycloceramus Heinz, 1932 †
- genre Cymatoceramus Heinz, 1932 †
- genre Dactyloceramus Heinz, 1932 †
- genre Discoceramus Heinz, 1932 †
- genre Drepanoceramus Heinz, 1932 †
- genre Enanticeramus Heinz, 1932 †
- genre Endocostea Whitfield, 1877 †
- genre Epiceramus Heinz, 1932 †
- genre Eugenoceramus Heinz, 1932 †
- genre Germanoceramus Heinz, 1932 †
- genre Gnesioceramus Heinz, 1932 †
- genre Gonioceramus Heinz, 1932 †
- genre Haenleinia J. Böhm, 1907 †
- genre Helioceramus Heinz, 1932 †
- genre Heroceramus Heinz, 1932 †
- genre Homaloceramus Heinz, 1932 †
- genre Inaequiceramus Heinz, 1932 †
- genre Inoceramus J. Sowerby, 1814 †
- genre Magadiceramus Heinz, 1932 †
- genre Magadiceramus Seitz, 1970 †
- genre Manoceramus Heinz, 1932 †
- genre Mimoceramus Heinz, 1932 †
- genre Mytiloides Brongniart, 1822 †
- genre Opsiceramus Heinz, 1932 †
- genre Orophoceramus Heinz, 1932 †
- genre Orpheoceramus Heinz, 1932 †
- genre Orthoceramus Heinz, 1932 †
- genre Oxyceramus Heinz, 1932 †
- genre Platyceramus Heinz, 1932 †
- genre Platyceramus Seitz, 1961 †
- genre Pleiaceramus Heinz, 1932 †
- genre Posidonioceramus Walaszczyk & Cobban, 2016 †
- genre Rhachidoceramus Heinz, 1932 †
- genre Schizoceramus Heinz, 1932 †
- genre Selenoceramus Heinz, 1932 †
- genre Smodingoceramus Heinz, 1932 †
- genre Sphaeroceramus Heinz, 1932 †
- genre Sphenoceramus Böhm, 1915 †
- genre Spyridoceramus Cox, 1969 †
- genre Spyridoceramus Heinz, 1932 †
- genre Stenoceramus Heinz, 1932 †
- genre Stolleyiceramus Heinz, 1932 †
- genre Strebloceramus Heinz, 1932 †
- genre Striatoceramus Heinz, 1932 †
- genre Tethyoceramus Heinz, 1932 †
- genre Tethyoceramus Sornay, 1980 †
- genre Thoracoceramus Heinz, 1932 †
- genre Trachyceramus Heinz, 1932 †
- genre Volviceramus Stoliczka, 1871 †
- genre Xenoceramus Heinz, 1932 †